# Beton
Beton je eden temeljnih materialov v gradbeništvu, sestavljen je iz mešanice gramoza in vode, ter cementa, ki deluje kot vezivo. Ko se beton posuši, doseže veliko trdnost in trdoto. Ima zelo dobre tlačne lastnosti in precej slabše natezne. Z dodatkom železne armature dobimo armirani beton, ki se v gradbeništvu veliko uporablja, saj armatura prevzame natezne napetosti.
Prvo vrsto betona so uporabljali že stari Rimljani, iz njega so na primer zgradili Panteon.

### Oznake različnih vrst betona
Trdnostni razred betona je tlačna vrednost betona po 28 dneh izražena v N/mm². Trdnostni razred ugotavljajo s preizkusom vzorčnih valjev in kock standardnih velikosti, ki jih strejo 28 dni po izdelavi in ugotovijo dejansko trdnost. Tlačna trdnost betona s starostjo narašča (tudi po 28 dneh, pa tudi še več kot po 20 letih), saj hidratizacija cementa še zmeraj poteka. Dokazovanje trdnostnega razreda je obvezno za vsak objekt, oziroma za vsak konstrukcijski element.
Poznamo naslednje vrste betonov (MB): MB 10, MB 15, MB 20, MB 25, MB 30, MB 35 in MB 45
Ker so v uporabi že evropski standardi Eurocode, se je izraz MB zamenjal za trdnostni razred.
Trdnostni razredi (npr.): C30/37 C40/50 (prva številka je vrednost tlačnega testa narejenega na vzorcu valjaste oblike, druga pa na kocki velikosti 15x15x15cm)

#### Zgled (stare oznake)
- MB 10 = 100 kg cementa na 1 m³ betona,
- MB 15 = 150 kg cementa na 1 m³ betona.